# Hedwige-Élisabeth-Charlotte de Schleswig-Holstein-Gottorp
Titres
Reine consort de Suède
5 juin 1809 – 5 février 1818
(8 ans et 8 mois)
Reine consort de Norvège
4 novembre 1814 – 5 février 1818
(3 ans, 3 mois et 1 jour)
Princesse héritière consort de Suède 
(Duchesse de Södermanland)
1er novembre 1796 – 9 novembre 1799
(3 ans et 8 jours)
Princesse héritière consort de Suède 
(Duchesse de Södermanland)
7 juillet 1774 – 1er novembre 1778
(4 ans, 3 mois et 25 jours)
Signature
Hedwige Elisabeth Charlotte de Schleswig-Holstein-Gottorp (en allemand : Hedwig Elisabeth Charlotte von Schleswig-Holstein-Gottorf), née le 22 mars 1759 à Eutin (Principauté épiscopale de Lübeck) et morte le 20 juin 1818 à Stockholm (royaume de Suède-Norvège), est reine consort de Suède et de Norvège, épouse du roi Charles XIII de Suède et de Norvège (Charles II de Norvège). Elle est connue sous le nom de Hedwig Elisabeth Charlotte, bien que son nom officiel en tant que reine soit Charlotte.

## Biographie
Hedwige-Élisabeth-Charlotte est la fille du duc d'Oldenbourg, Frédéric-Auguste Ier, et de son épouse, la princesse Ulrique-Frédérique de Hesse-Cassel.
Le 7 juillet 1774 à Eutin (principauté épiscopale de Lübeck), elle épouse le prince Charles, duc de Södermanland. De cette union naquit deux enfants qui moururent en bas âge :
- Lovisa Hedwige, mort-née le 2 juillet 1797 à Stockholm;
- Charles-Adolphe (Karl Adolf), duc de Värmland né le 3 juillet 1798 et mort le 10 juillet de la même année.

Elle devient reine consort de Suède en 1809 puis de Norvège en 1814.
Le couple royal adopta le prince Frédéric Christian Auguste de Schleswig-Holstein-Sonderbourg-Augustenbourg mais celui-ci mourut en 1810. Le roi adopta alors Jean-Baptiste Bernadotte, prince de Pontecorvo, maréchal de France qui lui succéda en 1818, mettant fin à la dynastie des Holstein-Gottorp.
La reine Hedwige-Élisabeth fut inhumée dans la crypte située sous la chapelle Gustave-Adolphe de l’église de Riddarholmen de Stockholm.

## Titulature
- 22 mars 1759 — 7 juillet 1774 : Son Altesse Sérénissime la princesse Hedwige-Élisabeth d'Oldenbourg.
- 7 juillet 1774 — 5 juin 1809 : Son Altesse royale la princesse Hedwige-Élisabeth de Suède, duchesse consort de Södermanland.
- 5 juin 1809 — 4 novembre 1814 : Sa Majesté la reine consort de Suède.
- 4 novembre 1814 — 5 février 1818 : Sa Majesté la reine consort de Suède et de Norvège.
- 5 février 1818 — 20 juin 1818 : Sa Majesté la reine douairière de Suède et de Norvège.

## Armes et monogramme

Armoiries de la princesse Hedwige[1].
Armoiries de la princesse héritière Hedwige.
Monogramme de la reine Hedwige.